# 시야각
시야각(viewing angle)은 주로 디스플레이 장치에서 사용되는 용어로, 화면 정면에서의 광학특성에 비하여 휘도나 색도 감마 등이 특정 기준을 만족하는 좌우 또는 상하 방향의 최대 각도를 의미한다. 시야각이 좁으면 화면이 특정 각도에서 화질이 열화되는 단점이 있지만, 시야각이 넓으면 종이처럼 어는 각도에서든지 만족스러운 화질을 볼 수 있다. 이에 과학자들은 전자종이 등을 이용하여 시야각을 넓히려는 시도를 진행 중이다.